# Hypaedalea
Hypaedalea là một chi bướm đêm thuộc họ Sphingidae.

## Các loài
- Hypaedalea butleri - Rothschild, 1894
- Hypaedalea insignis - Butler, 1877
- Hypaedalea lobipennis - Strand, 1913
- Hypaedalea neglecta - Carcasson, 1972